# Красно село
 Тази статия е за квартала на град София.  За едноименния район на Столична община вижте Красно село (район).  
„Красно село“ е квартал на град София. Намира се в югозападната част на София и е включен в район „Красно село“ на Столична община. Основна транспортна артерия, която разделя квартала, е бул. „Цар Борис III“ (бивш „Девети септември“), в посока север-юг, а друг основен булевард, с посока изток-запад, е бул. „Гоце Делчев“ (бивш „Емил Марков“).
Красно село и квартал Лагера се припокриват донякъде.
През територията на квартала протича Боянската река. В Красно село се намира едноименният покрит пазар, Кооперативен пазар „Красно село“, Националната разузнавателна служба, Заводът за трамваи „Трамкар“ и звукозаписната компания „Балкантон“.

## История
„Красно село“ е сред малкото софийски квартали, чиято история е съвсем ясна още от времето на първите заселници. Един от първите, заселили се в квартала в края на XIX век, е Димитър Н. Гергов, роден в Панагюрище. Интересна подробност за него е, че е син на Никола Гергов, който по време на Априлското въстание, заедно със Стоил Финджеков и Никола Бимбашов, е един от майсторите на „черешовата артилерия“ на Панагюрище. След потушаването на въстанието и клането в Панагюрище Димитър Гергов бяга оттам със семейството си и се установява в покрайнините на София. По това време на мястото на днешния квартал „Красно село“ няма никакви постройки, а последните сгради на София са били горе-долу там, където сега е УМБАЛСМ „Н.И. Пирогов“. През 1897 г. Гергов решава да се установи на това място и на следващата 1898 година купува 12 декара земя, на която построява малка къща и започва да изгражда около нея стопанство. По това време територията на квартала е част от село Бояна (сега квартал). Следващите три години Гергов прекарва на това място съвсем сам.
През 1900 година започва строежът на трамвайната линия София – Княжево. Девствената природа и удобството на трамвая довеждат нови заселници – Васил Коцев, Димитър х. Иванов, Стоян Ватралски, един софийски съдия с фамилия Монаджиков.
Към 1903 година формиралото се селище все още си няма име. Води се махала на Бояна. През тази година жителите му решават да изберат подходящо име на махалата си. Възлагат на Димитър х. Иванов, по това време личен приятел на Иван Вазов, да се свърже с известния поет и да го помоли да избере подходящо име за махалата. Вазов предлага две имена – „Калояново“ и „Красно село“. Жителите избират второто, което остава и до днес.
Името „Калояново“ идва от севастократор Калоян, който някога е владеел тези земи и е изрисуван като ктитор в Боянската църква, а самата Боянска река тече през квартала. Има вероятност името „Красно село“ да е свързано с Русия – селище с такова име е съществувало на около 30 версти от Петербург, там е била постоянната лятна дислокация на петербургския гарнизон. Малко преди Руско-турската война от 1877 г. там е разквартирувана Първа Донска дивизия. Тя прекосява Русия от Петербург до Дунава; с участници в този поход Вазов се срещал лично, роля имат и симпатиите му към този край, датиращи още от времето преди Освобождението. Във в. „Мир“ от 1897 г. Вазов публикува стиховете си под псевдонима „Боянец“.
Последната длъжност, която заема Гергов, е общински съветник в Бояна.
След Балканската война и последвалата я Междусъюзническа война стотици семейства на бежанци (главно от Беломорска Тракия, Вардарска Македония, Южна Добруджа и Западните покрайнини) се насочват към по-големите градове на България, търсейки препитание. Територията на днешния квартал е парцелирана от общината през 1914 година, след което започва неговото заселване. По това време и преди началото на Втората световна война Красно село се урбанизира бързо и много семейства на бежанци се установяват в тогава сателитния квартал на София. Отделни части на днешния район Красно село са известни като Добруджанския квартал, Царибродския квартал и др. Примери за носталгия по родните места има в архитектурни елементи на бежански къщи в Красно село като къщата с кулата на ъгъла на ул. „Черна Вода“ (сега ул. „Съвет на Европа“) и ул. „Гебедже“ (на снимката).
За растежа на Красно село допринася и географската значимост на западния транспортен коридор, водещ към Перник. Една от първите трамвайни линии на Балканите, тогава наричана Княжевска, е официално открита на 1 януари 1901 г. по сегашния булевард „Цар Борис Трети“. Другите три трамвайни линии, открити по същото време, са Цариградската, Подуянската и Алабинската.

На 22 март 1938 г. Министерският съвет приема Наредба-закон за Столичната голяма община, утвърдена от цар Борис III с указ от 6 април, с която Красно село и още 7 села (сред тях близките Бояна, Княжево и Горна баня) са присъединени към града. Кметът Иван Иванов веднага предприема действия: издава нарочна заповед и започва служебни посещения в селата заедно с общинските съветници за запознаване на място с обстановката и проблемите.
 На 12 април посещават Красно село, срещат се с тамошните жители и тези на Бояна и селското общинско управление, изслушват предложенията им. Инж. Иванов ги уверява, че Красно село и Бояна ще запазят своя характер на градински средища и че в тях ще бъде предприето благоустройство. По това време в Красно село живеят над 16 000 души, развито е овощарството и цветарството, има хубави къщи.
От 70-те години на XX век за района е характерно монолитното строителство, а след 1980 г. и ЕПК строителството. Такива сгради са застроени предимно в западната част на квартала, в близост до бул. „Цар Борис III“ и пазара „Красно село“. В квартал „Красно село“ има голяма детска градина, която се намира на ул. „Дебър“, заемаща почти цялото разстояние от кръстовището с ул. „Хубча“ до кръстовището с бул. „Генерал Стефан Тошев“.
„Красно село“ се присъединява към София през 1951 г.

## Население
Според данни на ГД „ГРАО“ Архив на оригинала от 2010-04-08 в Wayback Machine. Красно село е дом на 87 180 души през 2009 г. като 87 002 от тях са регистрирани с постоянно местожителство в общината.

## Транспорт
Населението се обслужва от масовия градски транспорт по линии:
- Трамваи: 4, 5, 15
- Автобуси: 63, 73, 83, 102, 204, 260
- Тролейбуси: 2,9
- Метрополитен: линия М3

## Улици и произход на имената им
| Път                  | Наречен на                                                                                   | Местоположение |
| -------------------- | -------------------------------------------------------------------------------------------- | -------------- |
| „656-та“             | –                                                                                            | Карта          |
| „Браила“             | Браила, град в Югоизточна Румъния                                                            | Карта          |
| „Братя Бъкстон“      | Ноел Бъкстон (1869 – 1948), английски политик Чарлз Бъкстон (1875 – 1942), английски политик | Карта          |
| „България“           | България, държава в Европа                                                                   | Карта          |
| „Ген. Стефан Тошев“  | Стефан Тошев (1859 – 1924), генерал                                                          | Карта          |
| „Гоце Делчев“        | Гоце Делчев (1872 – 1903), революционер                                                      | Карта          |
| „Грамада“            | ?                                                                                            | Карта          |
| „Дебър“              | Дебър, град в Северна Македония                                                              | Карта          |
| „Дечко Йорданов“     | ?                                                                                            | Карта          |
| „Дойран“             | Дойран, исторически град в Северна Македония и Гърция                                        | Карта          |
| „Завалска китка“     | Китка, връх в Западна България                                                               | Карта          |
| „Иван Йончев“        | Иван Йончев (1884 – 1918), поет                                                              | Карта          |
| „Карпати“            | Карпати, планина в Централна Европа                                                          | Карта          |
| „Княгиня Клементина“ | Клементина Бурбон-Орлеанска (1817 – 1907), френска принцеса                                  | Карта          |
| „Ладога“             | Ладога, езеро в Русия                                                                        | Карта          |
| „Лелинска чука“      | Лелинска чука, махала в Кюстендилско                                                         | Карта          |
| „Никола Грамовски“   | Никола Грамовски (? – 1925), комунистически деятел                                           | Карта          |
| „Пирински проход“    | ?                                                                                            | Карта          |
| „Природа“            | Природа, естественият свят                                                                   | Карта          |
| „Пчела“              | Пчели (Anthophila), група насекоми                                                           | Карта          |
| „Разград“            | Разград, град в Североизточна България                                                       | Карта          |
| „Солун“              | Солун, град в Северна Гърция                                                                 | Карта          |
| „Тодор Каблешков“    | Тодор Каблешков (1851 – 1876), революционер                                                  | Карта          |
| „Хубча“              | Хубча, местност в Смолянско                                                                  | Карта          |
| „Цар Борис III“      | Борис III (1894 – 1943), цар на българите                                                    | Карта          |
| „Царица Елеонора“    | Елеонора Българска (1860 – 1917), царица на българите                                        | Карта          |